# Алексіївка (Здвінський район)
Алексіївка (рос. Алексеевка) — присілок у Здвінському районі Новосибірської області Російської Федерації.
Входить до складу муніципального утворення Алексіївська сільрада. Населення становить 463 особи (2010).

## Історія
Згідно із законом від 2 червня 2004 року органом місцевого самоврядування є Алексіївська сільрада.

## Населення
| 2002 | 2007 | 2010 |
| ---- | ---- | ---- |
| 548  | ↘519 | ↘463 |